# Кузнецов, Герард Алексеевич
Герард Алексеевич Кузнецов (23 сентября 1925 года — 25 марта 2020 года) — советский и украинский краевед, почётный гражданин Чернигова (2005). Был председателем Черниговского городского совета бывших партизан и подпольщиков.

## Биография
Родился 23 сентября 1925 года в Вологде в семье военного инженера. После гибели отца на Урале семья вернулась на родину матери — в город Вельск, Архангельская область. Там мать Кузнецова второй раз вышла замуж за украинца. В 1934 году семья переехала в Чернигов и поселилась на Лесковице.
Выжив в оккупированном городе, к весне 1942 года Кузнецов смог связаться с черниговскими подпольщиками: он выполнял различные поручения, занимался вредительством на железнодорожном станции. Летом 1943 года над ним нависла угроза ареста, и Кузнецов покинул город. В августе 1943 года, после многих проверок на надёжность, он стал партизаном соединения «За Родину», которым командовал Иван Бовкун. После освобождения Черниговской области 150 партизан соединения «За Родину» (среди них и Кузнецов) перешли воевать в соединение под командованием Михаила Шукаева.
После освобождения УССР Герард Кузнецов стал бойцом 1-го гвардейского кавалерийского корпуса 1-го Украинского фронта. Воевал в Польше, Германии. Победу встретил в госпитале. Награждён орденом Отечественной войны II степени, медалями «За боевые заслуги», «Партизану Отечественной войны» II степени, украинским орденом «За заслуги» III степени.
После войны служил до 1950 года в армии (разведывательный батальон, Житомир, Прикарпатский военный округ). Демобилизовался по состоянию здоровья, вернулся в Чернигов, где встретил жену Лидию Константиновну. Уехал вместе с супругой в Бессарабию, там у пары родилась дочь Лариса. Работал секретарём газеты «Колхозный путь», инструктором Бородинского райкома партии. Учился в Одесской советско-партийной школе. Через три года окончил её и вернулся с семьёй в Чернигов. Работал на мебельной фабрике и ВО «Химволокно» переводчиком технической литературы. До этого Кузнецов заочно окончил четырёхгодичные курсы английского языка в Москве. Образование продолжил в Московском институте иностранных языков им. Мориса Тореза. Через два года перевёлся в Киев, где закончил своё лингвистическое образование. С 1972 года руководил черниговским отделением «Интуриста».
В 1967 году вместе с единомышленниками создал спелео-археологическую секцию при Украинском обществе охраны памятников (руководил ею до 1987 года), члены которого с первых дней начали активно исследовать родной край. Секция заложила основу будущего музейного кружка «Юный археолог».
В начале 2000-х годов он основал  поисковый клуб «Патриот».  В  2012 году, усилиями Кузнецова Г. А., Балана М. М, Назмутдинова А. А, Литвиненко В. В. создан областной поисковый клуб «Память Победы». Клуб занимался поиском погибших солдат и офицеров Красной Армии, погибших в годы ВОВ, а также розыском родственников погибших. По непосредственной инициативе Кузнецова в Чернигове установлено несколько памятников и мемориальных досок в память о событиях, произошедших в годы войны.
Автор девяти книг и более 120 статей по краеведению, сценариев нескольких документальных фильмов. Книга «Тайны древнего Чернигова и его клады» переиздавалась четыре раза, является пособием для экскурсоводов.
22 октября 1978 года решением исполкома Глубочанского Совета депутатов Кузнецову присвоено звание почётного гражданина c. Круты (Черниговская область). 8 сентября 2005 года решением 17-й сессии 4-го созыва Черниговского горсовета Кузнецову присвоено звание почётный гражданин Чернигова.
Скончался 25 марта 2020 года на 95-м году жизни.